# Mystic Point
Mystic Point es un complejo de rascacielos de 155 metros de altura situado en el sector de Punta Pacífica de la Ciudad de Panamá. Consta de dos torres gemelas, la Torre 100 y la 200, y fue construido entre 2003 y 2006.
Están ubicadas justo al lado del corredor Sur.

## Datos clave
- Altura: 155 m.
- Espacio total - --- m².
- Condición: Construido.
- Rango: 	
  - En Panamá: 2005: 8.º lugar.